# Sadatoshi Sugahara
Sadatoshi Sugahara (em japonês:  菅原 貞敬; Noshiro, 18 de fevereiro de 1939) é um ex-jogador de voleibol do Japão que competiu nos Jogos Olímpicos de 1964.
Em 1964, ele fez parte da equipe japonesa que conquistou a medalha de bronze no torneio olímpico, no qual jogou em todas as nove partidas.